# Skjern HB
El Skjern Håndbold es un equipo de balonmano de la localidad danesa de Skjern. Actualmente juega en la Primera División de la HåndboldLigaen.

## Palmarés
- Ligas danesas: 2
  - Temporadas: 1999, 2018
- Copa de Dinamarca: 3
  - Temporadas: 1999, 2014, 2016
- EHF Challenge Cup: 2
  - Temporadas : 2002, 2003

## Plantilla 2024-25
|  | Porteros - 01 Christoffer Bonde - 16 Tim Winkler Extremos izquierdos - 05 Viktor Bergholt - 19 Bjarke Christensen Extremos derechos - 06 Morten Vium - 21 René Rasmussen - 27 Jonathan Havndrup Sørensen Pivots - 07 Senjamin Burić - 14 Emil Bergholt - 18 Vetle Rønningen | Laterales izquierdos - 02 Mads Bjergfelt - 04 Tobias Mygind - 13 Noah Gaudin Centrales - 00 Simo Šijan - 15 Lasse Mikkelsen - 22 Jakob Rasmussen Laterales derechos - 10 Joaquim Nazaré - 25 Eivind Tangen |